# Купуј са Космета
Купуј са Космета је електронска продавница са седиштем у Партешу, код Гњилана. Основана 6. августа 2020. године, садржи разне производе са Косова и Метохије. Такође, подржава унапређење предузетничких капацитета младих са подручја Космета.
Од самог почетка рада, глумац Милош Биковић јавно је позвао да се подржи куповина с Космета и указао на значај овакве иницијативе. Продавница се, између осталих производа, истиче по продаји домаће зимнице, као и вина по чему је позната област Метохије.

## Историја
У лето 2020. године, на иницијативу младих људи који су се по завршетку студија вратили у родни Партеш, основана је прва српска електронска продавница на Косову и Метохији.
Путем ове продавнице, српски домаћини са Косова и Метохије могу да бесплатно поставе своје производе и продају их широм Србије. За само нешто више од годину дана, оваква продаја постала је извор сталних прихода многим породицама и једини начин да осигурају своју егзистенцију. Помогла је онима који су година покушавали да се изборе са дискриминацијом на тржишту, нејасним законима, дуплим трошковима, царином и свим осталим проблемима с којима се суочавају мали произвођачи са КиМ.